# Осовіче
Осовіче (пол. Osowicze) — село в Польщі, у гміні Васильків Білостоцького повіту Підляського воєводства.
Населення — 242 особи (2011).
У 1975-1998 роках село належало до Білостоцького воєводства.

## Демографія
Демографічна структура станом на 31 березня 2011 року:
|          | Загалом | Допрацездатний вік | Працездатний вік | Постпрацездатний вік |
| -------- | ------- | ------------------ | ---------------- | -------------------- |
| Чоловіки | 129     | 30                 | 83               | 16                   |
| Жінки    | 113     | 31                 | 61               | 21                   |
| Разом    | 242     | 61                 | 144              | 37                   |